# 클로로프렌
클로로프렌(Chloroprene, IUPAC 이름 2-클로로뷰타-1,3-다이엔)은 분자식 CH2=CCl−CH=CH2의 화합물이다. 클로로프렌은 무색의 휘발성 액체로, 거의 전적으로 중합체인 폴리클로로프렌, 더 잘 알려진 네오프렌의 생산을 위한 모노머로 사용되며, 이는 일종의 합성 고무이다.

## 역사
클로로프렌은 더 일찍 발견되었을 수도 있지만, 1930년대 초에 특히 네오프렌 생산을 염두에 두고 듀폰에 의해 크게 개발되었다. 화학자 엘머 K. 볼튼, 월리스 캐러더스, 아놀드 콜린스와 이라 윌리엄스는 줄리어스 아서 뉴랜드의 작업에 기반한 개발 및 상용화에 기여한 것으로 일반적으로 알려져 있으며, 이들은 그와 협력했다.

## 생산
클로로프렌은 1,3-뷰타다이엔으로부터 세 단계로 생산된다. (i) 염소화, (ii) 생산 흐름의 일부 이성질화, (iii) 3,4-다이클로로뷰트-1-엔의 탈염화수소 반응.
염소는 1,3-뷰타다이엔에 첨가되어 3,4-다이클로로뷰트-1-엔과 1,4-다이클로로뷰트-2-엔의 혼합물을 생성한다. 1,4-다이클로로 이성질체는 이후 3,4 이성질체로 이성질화되며, 이는 다시 염기와 반응하여 2-클로로뷰타-1,3-다이엔으로의 탈염화수소 반응을 유도한다. 이 탈할로젠화수소 반응은 3 위치의 수소 원자와 4 위치의 염소 원자의 손실을 수반하여 탄소 3과 4 사이에 이중 결합을 형성한다. 1983년에는 이러한 방식으로 약 2,000,000 kg이 생산되었다. 이러한 방식으로 제조된 클로로프렌의 주요 불순물은 1-클로로뷰타-1,3-다이엔이며, 이는 일반적으로 증류에 의해 분리된다.

### 아세틸렌 공정
1960년대까지 클로로프렌 생산은 바이닐 아세틸렌의 원래 합성을 모델로 한 "아세틸렌 공정"에 의해 지배되었다. 이 공정에서는 아세틸렌이 다이머화되어 바이닐 아세틸렌을 생성하며, 이는 염화 수소와 결합하여 4-클로로-1,2-뷰타다이엔(알렌 유도체)을 생성하고, 이는 염화 구리(I) 존재 하에 목표 화합물인 2-클로로뷰타-1,3-다이엔으로 재배열된다.
이 공정은 에너지 소모가 많고 투자 비용이 높다. 또한 중간체인 바이닐 아세틸렌은 불안정하다. 이 "아세틸렌 공정"은 Cl2를 1,3-뷰타다이엔에 첨가하여 1,4-다이클로로-2-뷰텐을 생성하는 공정으로 대체되었다. 후자의 이성질화는 1,2-다이클로로-3-뷰텐을 생성하며, 이는 탈염화수소 반응을 겪는다.
CH
2=CHCH=CH
2  +  Cl
2   →   ClCH
2CH=CHCH
2Cl
ClCH
2CH=CHCH
2Cl   →   ClCH
2CHClCH=CH
2
ClCH
2CHClCH=CH
2   →   CH
2=CClCH=CH
2  +  HCl

## 직업 건강 및 안전, 그리고 규제
클로로프렌은 위험 등급 3(인화성 액체)에 속한다. 유엔 번호는 1991이며, 포장 등급 1이다.

### 위험
클로로프렌은 독성 물질이다. 공기와 반응하여 독성 물질인 과산화물을 생성한다. 클로로프렌의 취급 및 노출은 네오프렌 제조 및 생산에 관련된 근로자에게 직업 건강 위험을 야기한다.
클로로프렌 노출과 관련된 위험을 시각적으로 전달하는 방법으로, 화학물질 분류 및 표시 국제조화시스템은 클로로프렌 노출에 대해 다음과 같은 위험을 지정했다: 인화성, 독성, 환경에 위험, 건강 위험, 자극성. 클로로프렌은 화재 위험을 야기한다.(인화점 −4 °F (−20 °C)). OSHA는 클로로프렌을 카테고리 2 인화성 액체로 식별하며, 적어도 하나의 휴대용 소화기가 인화성 액체 보관 구역으로부터 10피트 이내, 25피트 이내에 있어야 함을 강조한다. OSHA는 클로로프렌에 노출될 가능성이 있는 산업 플랜트에서 인화성 액체를 다루는 것에 대한 자료를 제공한다 (외부 자료 참조). 증기 형태의 클로로프렌은 공기보다 무겁다.
미국 방화 협회의 등급 시스템에 따르면, 클로로프렌은 카테고리 2 건강 위험(일시적인 기능 상실 또는 잔여 부상), 카테고리 3 화재 위험(중간 정도의 열 존재 하에서 발화), 카테고리 1 반응성(고온 및 고압에서 불안정)으로 지정된다.
클로로프렌에 대한 만성 노출은 다음과 같은 증상을 나타낼 수 있다: 간 기능 이상, 심혈관계 장애, 면역 시스템 억제.
환경보호청은 작업상 클로로프렌 노출과 폐암 위험 사이에 통계적으로 유의한 연관성을 보여주는 연구 결과를 토대로 클로로프렌을 인간에게 발암성이 있을 가능성이 있다고 지정했다. 1975년 일찍부터 NIOSH는 작업 환경에서 클로로프렌과 함께 일하는 사람들을 대상으로 한 두 개의 러시아 코호트 연구를 주로 인용하며 클로로프렌의 잠재적 건강 위험을 경고했다.

### 위험 제어
여러 역학 연구 및 독성학 보고서는 클로로프렌이 직업 건강 및 안전 문제를 야기할 수 있다는 증거를 제공한다. 그러나 클로로프렌이 건강 문제에 대해 어느 정도 책임이 있는지에 대한 다양한 검토는 정확한 과학 연구의 중요성을 강조한다. 클로로프렌 중독으로 인한 사망 사고는 단 한 건만 기록되어 있으며, 이는 클로로프렌 용기를 청소하다 발생했다.
클로로프렌에 대한 주요 직업적 우려는 클로로프렌을 생산하고 클로로프렌을 사용하여 합성 고무인 폴리클로로프렌을 생산하는 시설에 국한된다.
클로로프렌의 높은 기화 가능성과 인화성은 작업 환경에서의 취급 및 보관 작업에 상당한 영향을 미친다. 클로로프렌은 시원하고 통풍이 잘 되는 구역에 밀폐된 용기에 보관해야 하며, 온도는 50 °F (10 °C)를 초과하지 않아야 한다. 또한 클로로프렌은 반응성이 높아 퍼클로레이트, 과산화물, 과망간산염, 염소산염, 질산염, 염소, 브롬, 플루오린과 같은 산화제로부터 멀리 보관해야 한다. 잠재적인 화재 위험을 유발하는 모든 활동은 피해야 한다. 예를 들어 흡연, 개방된 화염, 보관 용기를 열거나 닫기 위해 스파크가 발생하는 도구를 사용하는 것은 금지되어야 한다. 클로로프렌 운송을 위해 접지 및 결합된 금속 용기를 사용하는 것이 권장된다.

### 직업 노출 한계
다음은 여러 관할 구역의 직업 노출 한계 (OEL) 표이다. 일반적으로 OEL은 0.55 ppm에서 25 ppm 범위이다.
| 클로로프렌에 대한 직업 노출 한계     | 클로로프렌에 대한 직업 노출 한계 |
| 기관                                 | 농도                             |
| ------------------------------------ | -------------------------------- |
| NIOSH REL                            | 1 ppm                            |
| ACGIH TLV 8시간 TWA                  | 1 ppm                            |
| OSHA PEL 8시간 TWA                   | 25 ppm                           |
| 광산 안전 보건 관리국                | 25 ppm                           |
| 오스트리아 OEL MAK-TMW               | 5 ppm                            |
| 벨기에 OEL TWA                       | 10 ppm                           |
| 덴마크 OEL 천장 농도                 | 1 ppm                            |
| 핀란드 OEL TWA                       | 1 ppm                            |
| 프랑스 OEL VME                       | 10 ppm                           |
| 헝가리 OEL TWA                       | 5 ppm                            |
| 아이슬란드 OEL 단기 노출 한계 (STEL) | 1 ppm                            |
| 한국 OEL TWA                         | 10 ppm                           |
| 멕시코 OEL TWA                       | 10 ppm                           |
| 뉴질랜드 OEL TWA                     | 10 ppm                           |
| 노르웨이 OEL TWA                     | 1 ppm                            |
| 페루 OEL TWA                         | 10 ppm                           |
| 폴란드 OEL MAC TWA                   | 0.55 ppm                         |
| 스웨덴 OEL TWA                       | 1 ppm                            |
| 스위스 OEL MAK-week                  | 5 ppm                            |
| 네덜란드 OEL MAC-TGG                 | 5 ppm                            |

ACGIH의 2018 TLV 및 BEI 소책자에서 클로로프렌은 피부 및 A2 표기법으로 지정되었다. 피부 표기법 지정은 클로로프렌이 피부로 흡수될 수 있음을 보여주는 동물 및 인간 연구에 기반한다. ACGIH의 A2 지정은 해당 물질이 인간 데이터의 지원을 받는 인간 발암성 의심 물질로, 데이터의 질은 충분하다고 인정되지만 A1 (알려진 인간 발암물질) 지정에는 충분하지 않을 수 있음을 의미한다. 또한 이러한 지정의 TLV 근거는 클로로프렌 노출과 폐암, 상기도 (URT) 및 눈 자극 사이에 연관성을 보여주는 과학 연구 때문이다.

### 만성 효과
클로로프렌은 다형 독성 물질로 분류되며 신경계 및 심혈관계에 유기적 장애를 유발한다. 심혈관계 검사 결과 심음 감소, 동맥압 저하, 빈맥 등이 나타났다. 노출된 근로자들은 호흡기 문제, 눈과 피부 자극, 흉통, 신경학적 증상 등을 호소했다.

### 환경
클로로프렌의 환경 내 운명이 조사되었다. 휘발성이 높고 극도로 반응성이 강하기 때문에 생체 축적될 것으로 예상되지 않는다.
알려진 유일한 환경 영향은 클로로프렌이 휘발성이 있고 공기를 통해 빠르게 확산된다는 점과 관련이 있다. 이 고인화성 성분은 화재 또는 폭발을 유발하여 자극성 또는 독성 연기 (또는 가스)를 방출할 가능성을 높인다.
2022년, 덴카가 클로로프렌 배출량을 규제해달라는 요청은 EPA에 의해 거부되었다. 이 요청은 쥐 실험에 기반하여 인간 암 위험을 추정하는 데 사용된 모델이 엄격하지 않다고 주장하며 EPA의 2010년 화학 물질 평가 개정을 요구했다.

### 운송
안정화된 클로로프렌만 미국에서 운송할 수 있다.

### 인체에 미치는 영향
클로로프렌은 1ppm 이상 흡입하면 인체에 유독하다. 클로로프렌은 발암성 물질이며, 노출 부위에 일시적인 탈모를 유발하고 눈과 피부에 손상을 줄 수 있다.